# Messier 12
A Messier 12 (más néven M12 vagy NGC 6218) gömbhalmaz a Kígyótartó csillagképben.

## Felfedezése
Az M12 gömbhalmaz egyike Charles Messier francia csillagász saját felfedezéseinek. Az objektumot 1764. május 30-án katalogizálta, mint csillag nélküli ködöt. William Herschel volt az első, 1783-ban, akinek sikerült különálló csillagokat megfigyelnie a halmazban.

## Tudományos adatok
A halmaz 16 km/s sebességgel közeledik a Földhöz. Legfényesebb csillaga körülbelül 12 magnitúdós.

## Megfigyelési lehetőség
Az M12 könnyen megtalálható az M10-től két fokra északra és 2 fokra nyugatra. Egy másik lehetőség a δ Ophiuchi csillagtól 2 fokra északra és 8,5 fokra keletre való tájolás.